# Wysoczyzna Andomska
Wysoczyzna Andomska (ros.: Андомская возвышенность, Andomskaja wozwyszennost' ) – wysoczyzna w europejskiej części Rosji (obwód wołogodzki i Karelia), w północnej części Niziny Wschodnioeuropejskiej, na południe od jeziora Onega. Wznosi się do 293 m n.p.m. Zbudowana głównie z wapieni. Występują zjawiska krasowe, liczne wzniesienia morenowe i jeziora.